# Bokermannohyla oxente
Bokermannohyla oxente är en groddjursart som beskrevs av Lugli och Célio F.B. Haddad 2006. Bokermannohyla oxente ingår i släktet Bokermannohyla och familjen lövgrodor. IUCN kategoriserar arten globalt som livskraftig. Inga underarter finns listade.